# Podkowiański Magazyn Kulturalny
Podkowiański Magazyn Kulturalny – kwartalnik literacko-artystyczny.
Kwartalnik ukazuje się od kwietnia 1993 roku. Publikuje poezję i prozę, zarówno polską jak i obcą, artykuły o historii, muzyce i sztuce (eseje i krytykę), recenzje książek i wydarzeń kulturalnych, reprodukcje dzieł sztuki (m.in.: Magdy Kraszewskiej, Anny Mizerackiej, Jarosława Modzelewskiego, Zygmunta Rytki). Osobny dział stanowią podkowiana (archiwalia, biografie, wspomnienia).
W piśmie publikują artyści, krytycy literaccy,  muzyczni i muzykolodzy, krytycy sztuki. Na łamach magazynu publikowali m.in.: Tomasz Burek, Marek Czuku, Leszek Engelking, Maria Iwaszkiewicz, Piotr Łopuszański, Ewa Matuszewska, Piotr Mitzner, Aleksandra Olędzka-Frybesowa, Anna Piwkowska, Bohdan Pociej, Adam Pomorski, Jarosław Marek Rymkiewicz, Bohdan Skaradziński, Henryk Waniek, Piotr Wojciechowski, Beata Wróblewska. Publikowali także autorzy obcy jak Ákos Engelmayer, Jurij Andruchowycz, Viktor Fischl, Istvan Kovács, Herbert Rosendorfer, Ivan Wernisch.